# Albert Dufréne
Albert Dufréne – francuski kierowca wyścigowy.

## Kariera
Dufréne rozpoczął karierę w międzynarodowych wyścigach samochodowych w 1975 roku od startu w klasie S 2.0 24-godzinnego wyścigu Le Mans, w którym uplasował się na trzeciej pozycji w swojej klasie, zaś w klasyfikacji generalnej był 24. Na przestrzeni lat 1976-1979, w których startował w 24-godzinnego wyścigu Le Mans Francuz plasował się na pozycjach odpowiednio czwartej, pierwszej, ósmej i czwartej w klasie S 2.0 (w klasyfikacji generalnej odpowiednio: 30, 6 32 i 22). Dufréne startował również w wyścigach zaliczanych do klasyfikacji Mistrzostw Świata Samochodów Sportowych.